# 中国电影导演协会2016年度表彰大会
中国电影导演协会2016年度表彰大会是中国电影导演协会对2016年中国电影给予的表彰，于2017年3月10日公布入围名单，共21部电影作品。4月6日举行年度奖提名晚宴，公布提名名单。

## 表彰项目
评委会奖
- 年度导演
- 年度影片
- 年度男演员
- 年度女演员
- 年度青年导演
- 年度编剧
- 评委会特别奖（颁发给音乐、摄影指导、美术指导、剪辑、音响设计、特效设计及在年度有特殊贡献的工作人员）

执委会表彰
- 杰出贡献导演
- 年度港台导演[2]

参评资格

## 评委会
初评委员会
管虎（主席）、张建亚、王竞、陈思诚、忻钰坤
终评委员会
贾樟柯（主席）、管虎、王小帅、张国立、张建亚、陈建斌、娄烨

## 入围名单
年度导演 
- 杨庆 《火锅英雄》
- 薛晓路 《北京遇上西雅图之不二情书》
- 杨超 《长江图》
- 曹保平 《追凶者也》
- 冯小刚 《我不是潘金莲》
- 张艺谋 《长城》
- 程耳 《罗曼蒂克消亡史》
- 陈为军 《生门》
- 萧寒 《我在故宫修文物》
- 张大磊 《八月》
- 王学博 《清水里的刀子》
- 张涛 《喜丧》

年度影片
- 《叶问3》
- 《火锅英雄》
- 《谁的青春不迷茫》
- 《北京遇上西雅图之不二情书》
- 《大鱼海棠》
- 《长江图》
- 《七月与安生》
- 《追凶者也》
- 《湄公河行动》
- 《黑处有什么》
- 《一句顶一万句》
- 《我不是潘金莲》
- 《长城》
- 《罗曼蒂克消亡史》
- 《生门》
- 《我在故宫修文物》
- 《情圣》
- 《你好，疯子！》
- 《八月》
- 《清水里的刀子》
- 《喜丧》

年度男演员
- 刘烨 饰 宋老二 《追凶者也》
- 张译 饰 董小凤 《追凶者也》
- 张涵予 饰 高刚 《湄公河行动》
- 毛孩 饰 牛爱国 《一句顶一万句》
- 范伟 饰 宋解放 《一句顶一万句》
- 大鹏 饰 王公道 《我不是潘金莲》
- 张嘉译 饰 市长马文彬 《我不是潘金莲》
- 于和伟 饰 郑众 《我不是潘金莲》
- 葛优 饰 陆先生 《罗曼蒂克消亡史》
- 肖央 饰 肖瀚 《情圣》

年度女演员
- 周冬雨 饰 李安生 《七月与安生》
- 马思纯 饰 林七月 《七月与安生》
- 苏晓彤 饰 曲靖 《黑处有什么》
- 刘蓓 饰 牛爱香 《一句顶一万句》
- 范冰冰 饰 李雪莲 《我不是潘金莲》
- 章子怡 饰 小六 《罗曼蒂克消亡史》
- 袁泉 饰 吴小姐 《罗曼蒂克消亡史》
- 万茜 饰 安希 《你好，疯子！》

年度青年导演
- 杨庆 《火锅英雄》
- 姚婷婷 《谁的青春不迷茫》
- 梁旋、张春 《大鱼海棠》
- 王一淳 《黑处有什么》
- 刘雨霖 《一句顶一万句》
- 饶晓志 《你好，疯子！》
- 张大磊 《八月》
- 王学博 《清水里的刀子》
- 张涛 《喜丧》

年度编剧
- 杨庆 《火锅英雄》
- 李媛、许伊萌、吴楠 《七月与安生》
- 张天辉、阳建军 《追凶者也》
- 王一淳 《黑处有什么》
- 刘震云 《一句顶一万句》
- 刘震云 《我不是潘金莲》
- 程耳 《罗曼蒂克消亡史》
- 于淼、李潇 《情圣》
- 石舒清、王学博、马金莲、马悦 《清水里的刀子》
- 张涛 《喜丧》

## 提名及表彰名单
| 表彰项目             | 姓名               | 电影               | 颁奖嘉宾 |
| -------------------- | ------------------ | ------------------ | -------- |
| 年度编剧             | 杨庆               | 《火锅英雄》       |          |
| 年度编剧             | 李媛、许依萌、吴楠 | 《七月与安生》     |          |
| 年度编剧             | 张天辉、阳建军     | 《追凶者也》       |          |
| 年度编剧             | 刘震云             | 《我不是潘金莲》   |          |
| 年度编剧             | 程耳               | 《罗曼蒂克消亡史》 |          |
| 年度青年导演         | 杨庆               | 《火锅英雄》       |          |
| 年度青年导演         | 张大磊             | 《八月》           |          |
| 年度青年导演         | 梁旋、张春         | 《大鱼海棠》       |          |
| 年度青年导演         | 王一淳             | 《黑处有什么》     |          |
| 年度青年导演         | 刘雨霖             | 《一句顶一万句》   |          |
| 年度青年导演         | 王学博             | 《清水里的刀子》   |          |
| 年度港台导演         | 曾国祥             | 《七月与安生》     |          |
| 评委会特别表彰       | 王一淳             | 《黑处有什么》     |          |
| 评委会特别表彰       | 王学博             | 《清水里的刀子》   |          |
| 年度女演员           | 周冬雨             | 《七月与安生》     |          |
| 年度女演员           | 马思纯             | 《七月与安生》     |          |
| 年度女演员           | 章子怡             | 《罗曼蒂克消亡史》 |          |
| 年度女演员           | 袁泉               | 《罗曼蒂克消亡史》 |          |
| 年度女演员           | 范冰冰             | 《我不是潘金莲》   |          |
| 年度女演员           | 万茜               | 《你好，疯子！》   |          |
| 年度男演员           | 葛优               | 《罗曼蒂克消亡史》 |          |
| 年度男演员           | 张译               | 《追凶者也》       |          |
| 年度男演员           | 刘烨               | 《追凶者也》       |          |
| 年度男演员           | 范伟               | 《一句顶一万句》   |          |
| 年度男演员           | 张嘉译             | 《我不是潘金莲》   |          |
| 年度男演员           | 张涵予             | 《湄公河行动》     |          |
| 年度杰出贡献导演表彰 | 严寄洲             | -                  |          |
| 年度影片             | -                  | 《湄公河行动》     |          |
| 年度影片             | -                  | 《罗曼蒂克消亡史》 |          |
| 年度影片             | -                  | 《七月与安生》     |          |
| 年度影片             | -                  | 《我不是潘金莲》   |          |
| 年度影片             | -                  | 《八月》           |          |
| 年度导演             | 程耳               | 《罗曼蒂克消亡史》 |          |
| 年度导演             | 冯小刚             | 《我不是潘金莲》   |          |
| 年度导演             | 曹保平             | 《追凶者也》       |          |
| 年度导演             | 杨超               | 《长江图》         |          |
| 年度导演             | 张大磊             | 《八月》           |          |

## 复活提名
复活名单是由导演协会执委会和初评委共同特别提名不超过两部作品进入终评，本次年度奖成功“复活”的是年度女演员万茜和年度青年导演王学博。